# Phil Embleton
Phil Embleton (eigentlich Philip Bruce Embleton; * 28. Dezember 1948 im London Borough of Hackney; † 22. Mai 1974 in London) war ein britischer Geher.
Im 20-km-Gehen wurde er bei den Leichtathletik-Europameisterschaften 1971 in Helsinki Sechster und kam bei den Olympischen Spielen 1972 in München auf den 14. Platz.
Seine persönliche Bestzeit über diese Distanz von 1:27:59 h stellte er am 3. April 1971 in London auf.